# Белоснежка (фильм, 1902)
Белосне́жка (англ. Snow White) — немой чёрно-белый американский фильм, снятый в 1902. Это самая первая задокументированная экранизация одноимённой сказки 1812 года братьев Гримм. Фильм зарегистрирован на территории США и защищён авторскими правами 1 мая 1903 года.
«Белоснежка» стала первым крупным собственным проектом Зигмунда Любина (до этого он снял несколько десятков короткометражных фильмов в основном юмористического содержания, особого успеха не имевших). Любин взял за основу популярный и известный сюжет, чтобы гарантировать успех, так как «Белоснежка» стала первым проектом, который Любин реализовал на собственной киностудии. О фильме мало что известно. Не сохранилось никаких записей ни об актёрском составе, ни о съёмочной группе. В настоящее время фильм считается утерянным. Первая экранизация известной истории о девушке и семи гномах.

Белоснежка, как и «Три мушкетера» и «Шерлок Холмс», существует в кино почти столько же, сколько существует кино. Самая старая экранизация сказки братьев Гримм вышла на экраны в 1902 году.
-Scott Meslow. Snow White's Strange Cinematic History. The Atlantic (29 марта 2012).

## Техническая информация
Чёрно-белый немой фильм Зигмунда Любина. Информация о сценарии и актёрах недоступна. Соотношение сторон заявлено как 1.33 : 1. Продолжительность несколько минут. Фильм стал первым фильмом снятым на собственной студии Lubin Manufacturing Company в Филадельфии.